# بعض النساء
بعض النساء  (بالإنجليزية: Certain Women)‏ هو فيلم دراما أمريكي تم انتاجة عام 2016 من سيناريو وأخراج كيلي ريتشارد. الفيلم مبني على مجموعه من قصص قصيرة لـمايلي ميلوي بعنوان "Both Ways Is the Only Way I Want It". ومن بطولة لورا ديرن، كريستين ستيوارت، ميشيل ويليامز.

## القصة
تدور أحداث الفيلم حول حياة ثلاث سيدات تتقاطع سويًا في ولاية مونتانا، حيث محامية (لورا ديرن) تحاول حل أزمة الرهائن وتهدئة موكلها الغاضب، (جاريد هاريس) الذي يشعر بالإهانة بسبب تسوية تعويضات العمال، الزوجان (ميشيل ويليامز) و (جيمس لو جروس) الباحثان عن منزل جديد يسعهما، ولكن تظهر مشاكلهما الزوجية عند محاولتهما إقناع رجل عجوز ببيع مخزونه من الحجر الرملي، (ليلي جلادستون) رفيقة المحامية الشابة (كريستن ستيوارت) والتي تجد ذاتها عن غير قصد في تدريسها مجموعة من البالغين مرتين أسبوعيًا وعلى بعد أربع ساعات من منزلها.

## الممثلون والشخصيات
- لورا ديرن بدور لورا ويلز
- كريستين ستيوارت بدور بيث ترافيس
- ميشيل ويليامز بدور جينا لويس
- جيمس ليجروس بدور ريان لويس
- جاريد هاريس بدور فولر
- رينيه أوبرجونوا بدور البرت.[6]

## وصلات خارجية
- بعض النساء علي قاعدة بيانات الأفلام على الإنترنت.
- بعض النساء على موقع IMDb (الإنجليزية)
- بعض النساء على موقع ميتاكريتيك (الإنجليزية)
- بعض النساء على موقع روتن توميتوز (الإنجليزية)
- بعض النساء على موقع قاعدة بيانات الأفلام العربية
- بعض النساء على موقع ألو سيني (الفرنسية)
- بعض النساء على موقع Turner Classic Movies (الإنجليزية)
- بعض النساء على موقع أول موفي (الإنجليزية)
- بعض النساء على موقع بوكس أوفيس موجو (الإنجليزية)
- بعض النساء على موقع فيلمافينيتي (الإسبانية)
- بعض النساء على موقع قاعدة بيانات الفيلم (الإنجليزية)
- بعض النساء علي موقع سينما دوت كوم.